# Jill Blackman
Jill Blackman (13 novembre 1936) è un'ex tennista australiana.

## Biografia
Durante la sua carriera giunse in finale nel doppio al Roland Garros nel 1966 perdendo contro la coppia composta da Margaret Smith Court e Judy Tegart Dalton in tre set (4-6, 6-1, 6-1), la sua compagna nell'occasione era la connazionale Fay Toyne. 
Il suo miglior piazzamento nel singolo fu il quarto di finale conquistato alle Internazionali di Francia del 1963 dove perse con un doppio 6-4 contro Lesley Turner dopo aver superato Annette Van Zyl negli ottavi.